# Traktat (theologische Dogmatik)
Das Wort Traktat (Maskulinum) bezeichnet im Sprachgebrauch der Katholischen Theologie ein klassisches Thema der Dogmatik. Solche Traktate sind zum Beispiel die allgemeine Gotteslehre, die Dreifaltigkeitslehre, die Christologie, die Ekklesiologie oder die Eschatologie.